# Lancia Loraymo

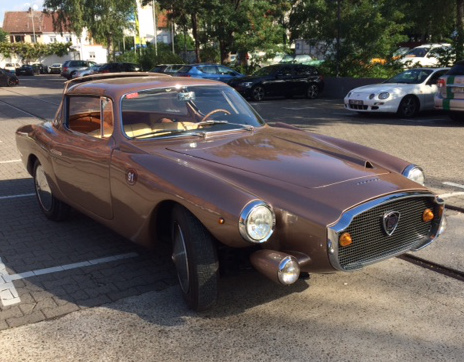
Lancia Loraymo

Der Lancia Loraymo war eine Designstudie des Industriedesigners Raymond Loewy. Das Auto wurde 1960 auf dem Pariser Autosalon präsentiert und basiert auf dem Lancia Flaminia. Auch der 2,5-Liter-V6-Motor stammt aus diesem Modell, erhielt aber eine Leistungssteigerung durch  Nardi & Danese. Mit drei Weber-Doppelvergasern und einer modifizierten Nockenwelle kam der Wagen auf 150 PS (110 kW), statt original 119 PS (87 kW).

## Besonderheiten im Design
Der golden lackierte Lancia Loyramo hat einige stilistische Besonderheiten. Auffällig ist der weit über die Hauptscheinwerfer hinaus ragende Bug, der an dünnen Streben befestigte zusätzliche Scheinwerfer trägt. Weiterhin auffällig sind die gewölbte Heckscheibe, an deren Oberseite ein schmaler Flügel sitzt, sowie die Radkappen, die den sogenannten „Moondisks“, vollflächigen Radkappen, ähneln. Bei den geschwungenen Seitenlinien der Kotflügel spricht man im Allgemeinen vom sogenannten „Coke-Bottle-Design“. Dies kommt einerseits von der stilistischen Nähe zu den Schwüngen der Coca-Cola-Flasche, andererseits daher, dass Raymond Loewy auch für Coca-Cola  Automaten und Schilder gestaltet hat. Seine Handschrift findet sich auch im Namen des Autos. Die Kombination Loraymo steht für die Bestandteile des Namens von Raymond Loewy. Im Innenraum bleibt die Gestaltung mit hellen Ledersitzen und einem großen Holzlenkrad konventionell. Auffällig dabei sind die Getränkehalter in der Mittelkonsole.

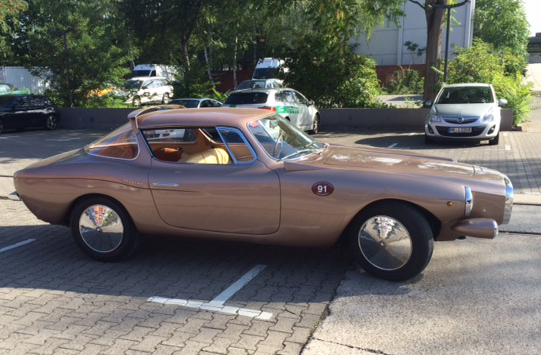
Seitenansicht
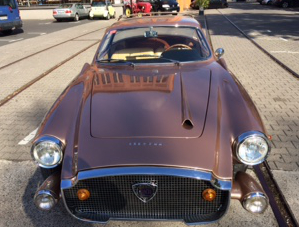
Frontansicht
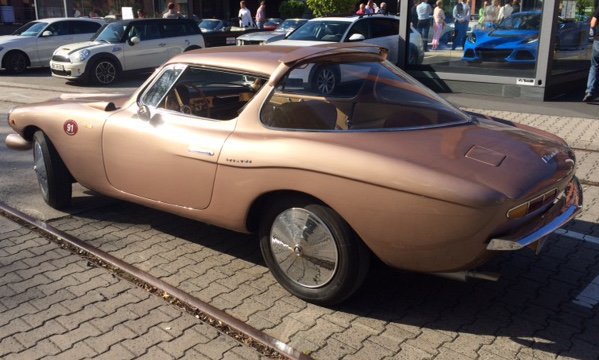
Heckansicht
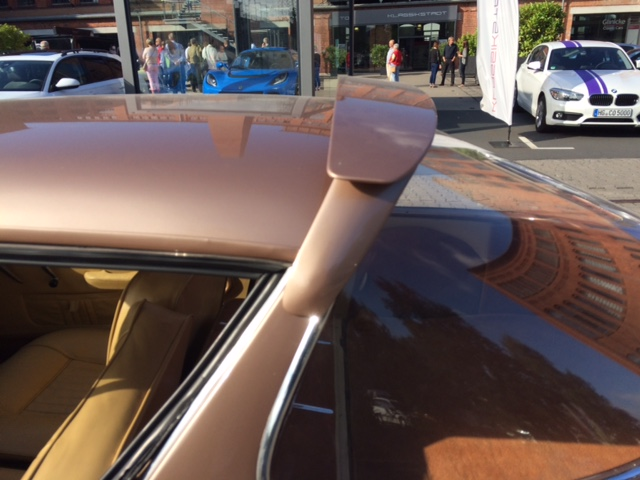
Detail
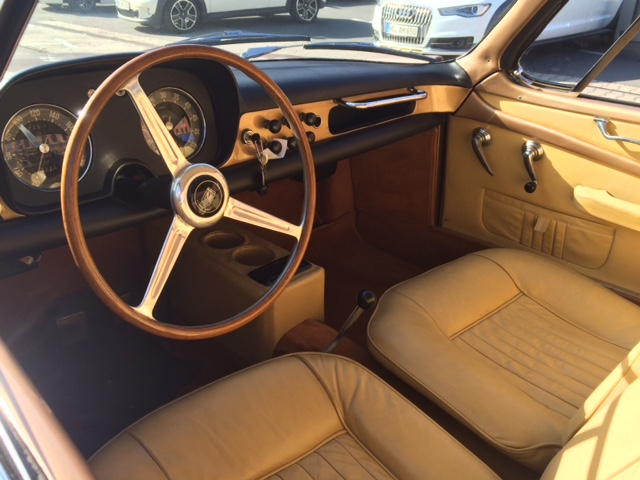
Innenraum

## Die Geschichte des Prototyps
Genau wie heute polarisierte das Einzelstück bei seiner Präsentation auf dem Autosalon in Paris. Bei den meisten fand die Gestaltung der Front allerdings keinen Anklang, weswegen der Entwurf verworfen wurde. Und so fuhr Loewy selbst den Prototyp noch einige Jahre im Alltag, bevor er ihn verkaufte. Nachdem das Auto stillgelegt worden war und der originale Motor verloren gegangen war, kam das Auto in den 1970er Jahren zurück zu Lancia nach Italien. Hier wurde der Wagen restauriert und wieder mit einem passenden Motor versehen. Inzwischen gehört der Lancia Loraymo zum Fuhrpark des Werksmuseums des Fiat-Konzerns in Turin. Er wird in ganz Europa bei verschiedenen Oldtimer-Veranstaltungen ausgestellt.